# يوري يودت
يوري يودت (بالألمانية: Juri Judt)‏ (مواليد 24 يوليو 1986 في قراغندي - كازاخستان) لاعب كرة قدم ألماني يلعب حاليا لصالح نادي الدرجة الأولى نورمبرغ الألماني منذ 2008 في مركز الوسط المحوري .

## روابط خارجية
- يوري يودت على موقع قاعدة بيانات كرة القدم.إي يو (الإنجليزية)
- يوري يودت على موقع بيانات كرة القدم. دي إي (الألمانية)
- يوري يودت على موقع عالم كرة القدم.نت (الإنجليزية)
- يوري يودت على موقع كووورة